# Денверская модель раннего вмешательства
Денверская модель раннего вмешательства для детей с аутизмом (англ. ESDM, Early Start Denver Model) — это научно-обоснованное натуралистическое вмешательство, базирующееся на психологии развития и законах поведения (Schreibman et al., Naturalistic Developmental Behavioral Interventions: Empirically Validated Treatments for Autism Spectrum Disorder, 2015)  для детей младшего дошкольного возраста примерно до 48 месяцев с диагнозом расстройство аутистического спектра («аутизм»). ESDM предназначена для развития у детей способности к социальному взаимодействию, общению и обучению в игре и во взаимодействии с людьми. ESDM фокусируется на построении прочных, позитивных социальных отношений.
Терапия ESDM проводится дома, в клинике, в образовательном учреждении или в других условиях. ESDM реализуется обученными специалистами по раннему вмешательству и воспитателями либо членами семьи во время сенсорно-социальных повторяющихся игр/занятий, игр с предметами и в быту.
ESDM развивает навыки во множестве областей (социальные навыки, рецептивная и экспрессивная коммуникация, игра, когнитивная деятельность, мелкая и крупная моторика, адаптивное поведение) и способности детей учиться на основе повседневного опыта и взаимодействия.
ESDM стимулирует детскую спонтанную склонность вступать в контакт и взаимодействовать, проявляя инициативу, с другими людьми. Подход следует интересам и склонностям
каждого ребёнка, образуя «трамплин» для развития коммуникации и взаимодействия ребёнка с окружающим миром.
Авторами ESDM являются Салли Дж. Роджерс (англ. Sally J. Rogers) en:Sally J. Rogers, доктор наук, профессор психиатрии в M.I.N.D. Институте Калифорнийского университета в Дэвисе и Джеральдин Доусон (англ. Geraldine Dawson) en:Geraldine Dawson, доктор наук, профессор психиатрии и поведенческих наук в Школе медицины Университета Дьюка и директор-основатель Центра аутизма и развития мозга Дьюка.

## Теория и исследования
ESDM опирается не столько на поведенческий анализ, сколько на исследования в области развития коммуникации, и заключается в том, что вербальный язык развивается из невербальной социальной коммуникации по мере совершенствования фонематических навыков Эта методика вмешательства также признаёт важность позитивных, эмоциональных отношений с другими как основу для обучения и развития
Аутизм — это множественное нарушение развития. У младенцев и малышей с РАС сильнее всего нарушены более сложные
навыки — совместное внимание, имитация, речь и символическая игра, поддержка которых требует развитых нейронных сетей и хорошего сообщения между различными отделами мозга. Предполагается, что межполушарные связи, необходимые для развития сложных форм поведения, стимулируются через опыт.
Таким образом, ESDM тераписты не обучают изолированным навыкам, а вместо этого проводят обучение в играх и занятиях, которые комплексно развивают множество навыков.
Цели учебного плана определялись с опорой на исследования в разных областях детского развития: когнитивной сферы, экспрессивной и рецептивной речи, крупной и мелкой моторики, социально-эмоционального развития, навыков самообслуживания, игры и имитации.
Над учебным планом работала команда специалистов разных направлений, имеющих экспертные познания в клинической психологии и психологии развития, ABA, специальной педагогике раннего детства, патологии языка и речи/логопедии (англ. speech–language pathology, S–LP), эрготерапии (англ. occupational therapy, OT).
ESDM — терапевтическое вмешательство для детей с научно-доказанной эффективностью. Был опубликован метаанализ эффективности ESDM: «Эффект Денверской модели раннего вмешательства для детей с расстройством аутистического спектра», Elizabeth A. Fuller, Kelsey Oliver, Sarah F. Vejnoska и Sally J. Rogers, 2020.
⠀

## Обзор

### История создания
Для создания основы Денверской модели раннего вмешательства были объединены несколько разных, дополняющих друг друга подходов к обучению. Это и оригинальная Денверская модель, разработанная Роджерс с соавторами в 1981 году, и модель межличностного развития при аутизме, созданная Роджерс и Пеннингтон, и модель аутизма как расстройства социальной мотивации, разработанная Доусон с соавторами в 2004 году, и тренинг ключевых реакций (англ. PRT, Pivotal Response Training) — подход, основанный на прикладном поведенческом анализе (англ. АВА, Applied Behavioral Analysis), который уделяет особое внимание инициативе и спонтанным действиям ребёнка и может осуществляться в естественных условиях
История Денверской модели началась в 1980-х годах с запуска групповой программы вмешательства для детей с аутизмом в возрасте 24-60 месяцев.
Денверская модель, на основе которой была разработана ESDM, с успехом использовалась в нескольких инклюзивных дошкольных учреждениях Денвера, Колорадо (англ. Denver, Colorado), в классах численностью около 15 человек, у одного-двух из которых был аутизм, а у большинства других детей наблюдалось типичное развитие. Занятия проводились в формате 1:1, в малых и больших группах.
Основные черты Денверской модели, которые вобрала в себя ESDM:
- междисциплинарная команда, работающая по учебному плану, основанному на этапах развития ребёнка и учитывающему все области развития;
- установка на межличностное взаимодействие;
- развитие беглого, ответного и произвольного воспроизведения (имитации) жестов и выражения лица, а также использования предметов;
- акцент на развитии как вербальных, так и невербальных форм коммуникации;
- акцент на когнитивных аспектах игровой деятельности в процессе парных повторяющихся игр;
- тесное сотрудничество с родителями.[13]

### Вариации ESDM
Натуралистические учебные методики ESDM позволяют использовать её в разных условиях: дошкольных учреждениях, инклюзивных дошкольных учреждениях и дома.

#### Вмешательство один на один дома или в клинических условиях
ESDM оказалась успешной при проведении интенсивного вмешательства в объёме 20 и более часов в неделю в домашних условиях в формате 1:1 терапистами, работающими под тщательной супервизией и обученными работать по ESDM с высоким уровнем процессуальной точности. Такая модель не исключает участия ребёнка в групповых занятиях в детском саду и получения других видов терапии.

#### ESDM в групповом формате (как специализированные группы, так и инклюзивные группы)
ESDM начиналась как модель группового обучения в специализированном детском саду, и данные первых четырёх исследований, подтвердивших её эффективность в разных условиях, были получены на примере обучения в группе. Денверскую модель также применяли сотрудники образовательных учреждений в рамках различных инклюзивных программ раннего вмешательства, как для работы с детьми с РАС, имеющими сложности в обучении, так и с целью улучшения обучающей среды для всех детей.
На первый взгляд групповой формат ESDM мало чем отличается от любой другой хорошо организованной и правильно структурированной дошкольной программы для малышей. Было обнаружено, что специализированная помощь, необходимая для обучения детей с аутизмом, может быть встроена в обычную учебную среду. Более того, привычная организация пространства класса способствует инклюзии ребёнка в обычной среде.
Чтобы ребёнок мог успешно обучаться в группе, необходимо отработать с ним целый ряд навыков. Детям предстоит научиться:
- Следовать школьному режиму и самостоятельно переходить от одного занятия к другому.
- Самостоятельно участвовать в групповой работе как в малых, так и в больших группах.
- Произвольно вступать в коммуникацию со сверстниками и взрослыми в группе.
- Включаться в целенаправленную игру и использовать предметы по назначению.
- Самостоятельно распоряжаться своими вещами, иметь соответствующие возрасту навыки самообслуживания и безопасности (вешать одежду и собирать рюкзак, мыть посуду после приёмов пищи, убирать игрушки, одеваться, мыть руки, ходить в туалет, есть и т. д.).
- Спонтанно вступать во взаимодействие со сверстниками и взрослыми.
- Расширять репертуар навыков во всех сферах развития.
- Приобретать навыки, необходимые для перехода на следующую ступень обучения.

Занятия в классе направлены как на достижение перечисленных общих целей развития, так и на работу над индивидуальными целями каждого ребёнка, выявленными в ходе оценки. Как правило, работа над индивидуальными целями ведётся каждый день в процессе текущих занятий, как во время кратких эпизодов индивидуального взаимодействия с учителем, так и в малых группах.

#### ESDM силами родителей
Также успешным оказалось и проведение ESDM родителями.. В формате посещения клиники родители и ребёнок получали 1-2 часа терапии в неделю, при этом терапист не только занимался непосредственной реализацией программы, но и обучал родителей, как работать по ESDM дома в ходе повседневных бытовых занятий и игр. Такой формат требует, чтобы специалист хорошо разбирался в подходе ESDM, умел ставить краткосрочные цели для ребёнка, заполнять ежедневные листы сбора данных, а также мог во время еженедельных очных сессий обучать родителей навыкам тераписта и передавать им содержание занятий.
Многие родители освоили ESDM на высоком уровне процессуальной точности и смогли добиться значительного прогресса в развитии социальных и речевых навыков у своего ребёнка. При работе в группах и интенсивной терапии дома частью программы являлось обучение родителей и применение ими полученных знаний. Важно помнить, что нет доказательств эффективности проведения специалистом ESDM в объёме один-два часа в неделю, если при этом не проводится тренинг для родителей, а родители, в свою очередь, не поддерживают модель дома.

#### С детьми старше 5 лет
ESDM не предназначена для детей старше 60 месяцев, даже если уровень развития навыков у них находится в диапазоне 12-60 месяцев. Учебный план и стиль взаимодействия в рамках данного подхода не подходят для детей старшего возраста. Так как учебный план в основном направлен на обучение функциональному использованию предметов и навыкам невербальной коммуникации, он не подойдёт для детей с уровнем навыков ниже 7-9 месяцев. Для успешного достижения целей и применения обучающих методов ESDM необходимо наличие у ребёнка хотя бы минимальных навыков манипуляции предметами.
Опираясь на практический опыт, авторы подхода рекомендуют использовать ESDM с детьми, которые проявляют интерес к предметам и могут выполнять с ними простые целенаправленные действия, например, положить и достать таким образом соединяя два объекта в игре.

#### ESDM для младенцев до 18 месяцев
По состоянию на 2023 год ведутся исследования использования ESDM для младенцев. Специалистом, который исследует и преподаёт эту тему, является Лори Висмара (англ. Laurie Vismara), Ph.D, BCBA-D 

## ESDM в разных странах
Австралия
Национальная схема страхования по инвалидности правительства Австралии признаёт ESDM формой «натуралистического поведенческого вмешательства в развитие» с достаточным количеством научных данных, подтверждающих это, и покрывает расходы на терапию и обучение родителей, если ребёнок имеет право на этот тип вмешательства.
Бразилия
Agência Nacional de Saúde Suplementar (ANS), регулирующий орган Бразилии для поставщиков частных медицинских услуг, признаёт различные формы РАС в рамках первазивного расстройства развития. В их документах ESDM указана как одна из форм вмешательства, которую должны рассматривать медицинские работники для детей с нарушениями развития. С 1 июля 2022 года поставщики медицинских услуг обязаны обеспечить форму вмешательства, назначенную врачом ребёнка, в том числе ESDM.
Россия
ESDM была включена в клинические рекомендации министерства здравоохранения Российской Федерации в 2021 году 
По состоянию на 2023 год ESDM осуществляется только на платной основе частными организациями. На сертификационное и дополнительное обучение специалисты в последние годы получают государственные гранты. Врачи рекомендуют ESDM родителям и методика успешно распространяется.
США
Во всех 50 штатах США действует законодательство, требующее покрытия вмешательства при расстройствах аутистического спектра частными медицинскими страховыми компаниями. Центры по контролю и профилактике заболеваний (CDC) включают ESDM в качестве развивающего подхода к терапии при РАС.
Франция
С 2012 года Haute Autorité de Santé Франции признаёт эффективность ESDM и рекомендует государственным учреждениям здравоохранения рассматривать её как один из вариантов вмешательства для детей.

## Дополнительное чтение
1. Роджерс С., Доусон Дж. Учебник по Денверской модели раннего вмешательства для детей с аутизмом. Развиваем речь, умение учиться и мотивацию. / Перевод с англ. Под общей редакцией М. Кузьмицкой и Л. Толкачева — Москва: ИП Толкачев, 2019. — 432 с.
2. Денверская модель раннего вмешательства для детей с аутизмом: Как в процессе повседневного взаимодействия научить ребёнка играть, общаться и учиться / Салли Дж. Роджерс, Джеральдин Доусон, Лори А. Висмара; [пер. с англ. В. Дегтяревой]. — Екатеринбург : Рама Паблишинг, 2016. — 416 с.
3. Sally J. Rogers, Laurie A. Vismara, Geraldine Dawson (2021) Coaching Parents of Young Children with Autism Promoting Connection, Communication, and Learning. ISBN 978-1-4625-4571-1 (мягкая обложка) — ISBN 978-1-4625-4572-8 (твёрдая обложка)
4. Giacomo Vivanti, Ed Duncan, Geraldine Dawson, Sally J. Rogers(2017) Implementing the Group-Based Early Start Denver Model for Preschoolers with Autism. ISBN 978-3-319-49690-0 DOI 10.1007/978-3-319-49691-7 ISBN 978-3-319-49691-7 (eBook)